# Bob Chiarelli
Robert Chiarelli, detto Bob (Ottawa, 24 settembre 1941), è un politico canadese noto come primo sindaco ufficiale di Ottawa, carica sorta dopo l'amalgamazione del nucleo storico della città con i borghi limitrofi.

## Biografia
Originario della città italiana di Cleto, è stato membro del Partito Liberale nell'Assemblea legislativa dell'Ontario dal 1987 al 1997 e dal 2010 al 2018. Ha inoltre ricoperto le cariche di presidente regionale di Ottawa-Carleton dal 1997 al 2001, di sindaco di Ottawa dal 2001 al 2006 e di ministro delle infrastrutture dell'Ontario dal 2010 al 2013.